# Никея (Аттика)
Нике́я (греч. Νίκαια) — город в Греции, западный пригород Афин. Расположен на высоте 40 метров над уровнем моря, на Афинской равнине, в 4 километрах к северу от Пирея и в 8 километрах к западу от центра Афины, площади Омониас. Административный центр общины (дима) Никея-Айос-Иоанис-Рендис в периферийной единице Пирей в периферии Аттика. Население 89 380 жителей по переписи 2011 года. Площадь 6,649 квадратного километра.
Граничит на севере — с общиной Коридалос, на северо-востоке с другим крупным афинским пригородом Эгалео и Айия-Варвара, на юго-востоке — с Айос-Иоанис-Рендис, на юге — с Пиреем, на западе — с Керацини, на северо-западе — с Хайдарионом.
До начала 1920-х годов территория современной Никеи была слабозаселена: здесь преобладали хозайственные угодья и небольшие деревушки албанцев-арванитов. Город основан в 1928 году как Не́а-Кокинья́ (Νέα Κοκκινιά). В 1933 году (ΦΕΚ 109Α) создана община. В 1940 году (ΦΕΚ 271Α) город переименован в Никею. Община Никея по программе «Калликратис» в 2010 году (ΦΕΚ 87Α) слилась с общиной Айос-Иоанис-Рендис с образованием общины Никея-Айос-Иоанис-Рендис.
Греко-турецкий обмен населением 1922—1923 годов дал толчок к началу массового строительства в 1930—1960-х годах, урбанизации и притоку многочисленных греческих беженцев-поселенцев из Малой Азии. Город получил своё название благодаря византийскому городу Никея (современный турецкий Изник), который отстаивал интересы средневекового греческого населения во времена Византийской и Никейской империй.

## Облава в Кокинье

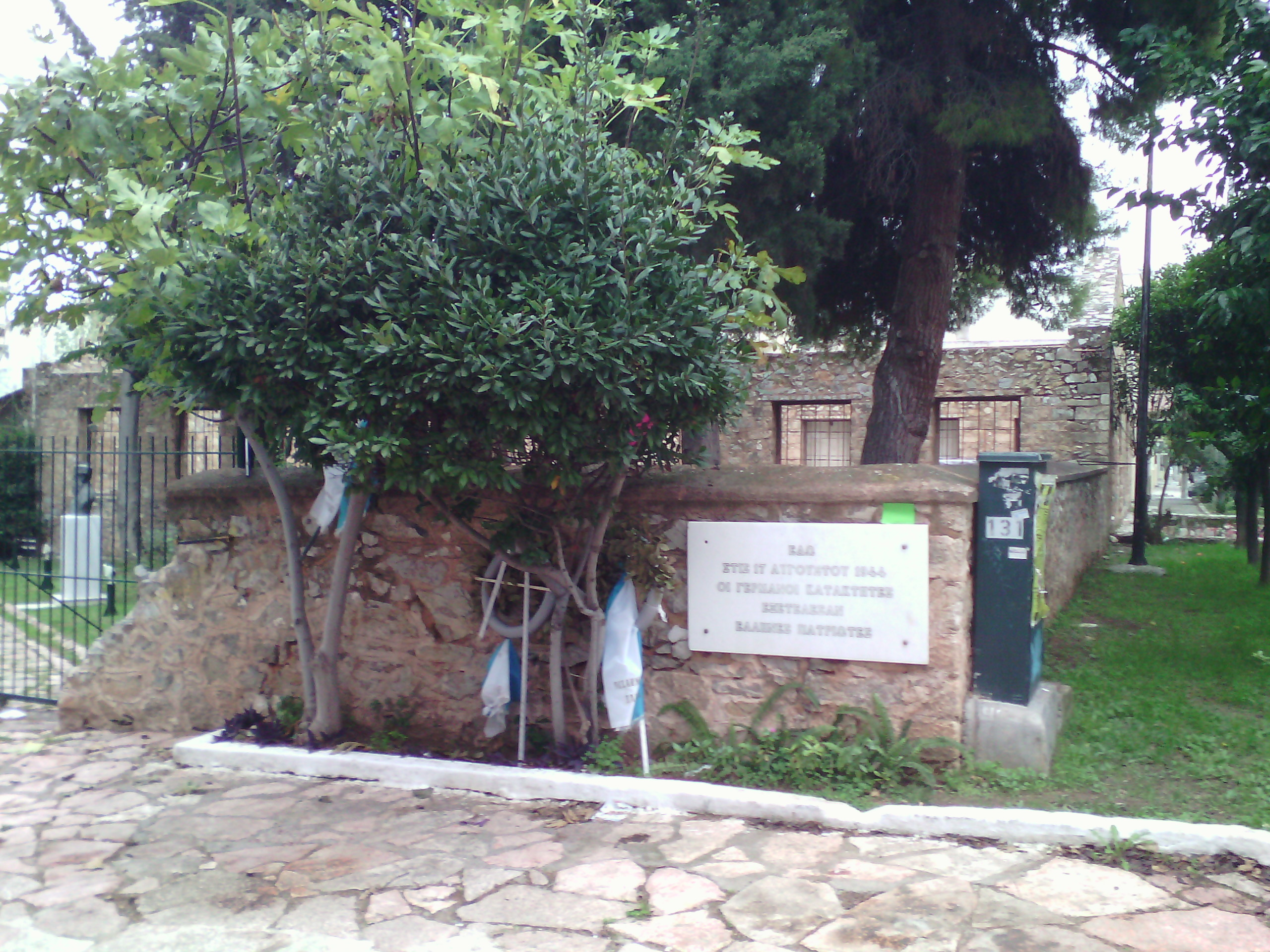
Мемориальная плита на «ограде облавы в Кокинье»

17 августа 1944 года в Никее произошла так называемая облава в Кокинье. Войска вермахта вместе с греческими коллаборационистами из батальонов безопасности и греческой полицией окружили район. Вооружённое сопротивление было подавлено. Затем всех мужчин в возрасте от 16 до 65 лет собрали на площади Осиас-Ксенис (Πλατεία Οσίας Ξένης). Греческие коллаборационисты в масках, по приказу полковника Иоаниса Плидзанопулоса (Ιωάννης Πλυτζανόπουλος) и майора Еорьоса Сгуроса (Γεώργιος Σγούρος), указали немцам членов движения Сопротивления в толпе. В частности, это были члены ЭАМ, ЭЛАС, ККЭ, ЭПОН, общим числом 73, которых немцы привели к соседней ограде и казнили.
Двадцать пять членов ЭПОН оказали сильное вооружённое сопротивление немцам и причинили им серьезные потери. Все они погибли. Для возмездия немцы арестовали еще 50 греков и казнили их у той же ограды. Многие из толпы на площади были убиты при стрельбе. Немцы также арестовали около 6000 жителей, а затем привели их в концентрационный лагерь Хайдари, где многие умерли от трудностей и пыток, а другие были отправлены в концентрационные лагеря в Германии. Облава в Кокинье считалась одним из самых страшных преступлений, совершенных немецкими оккупантами в отношении гражданских лиц и невинных людей. Подобные облавы были сделаны в других районах Афин для уничтожения наиболее важных членов Сопротивления и подавления высокого морального духа членов Сопротивления. Жестокость немцев в то время достигла своего апогея, потому что они знали, что война для них была проиграна.

## Население
| Год  | Население, человек |
| ---- | ------------------ |
| 1928 | 33 201             |
| 1940 | 59 552             |
| 1951 | 72 176             |
| 1961 | 83 266             |
| 1971 | 86 269             |
| 1981 | 90 368             |
| 1991 | 89 822             |
| 2001 | 95 798             |
| 2011 | ↘ 89 380           |